# Commidendrum rotundifolium
Commidendrum rotundifolium (Engels: bastard gumwood) is een plantensoort uit de composietenfamilie (Asteraceae). Het is een boom die een groeihoogte bereikt tot 3 meter. De bladeren hebben een groene kleur en zijn ongeveer 50-70 millimeter lang. De bloeiwijze is een tros. Deze trossen hangen tussen de bladeren nabij de uiteinden van de takken. De bloemen zijn witachtig van kleur en gaan na verloop van tijd bruin kleuren.
De soort is endemisch op Sint-Helena. De boom groeit in droge bossen en kreupelhout op rotsachtig terrein, in gebieden op middelbare hoogte, tussen 350 en 450 meter.
In het verleden waren vooral de drogere gebieden van het eiland met deze soort bebost. Deze zijn na de komst van de Britten in de 17e eeuw verdwenen ten gevolge van houtkap en overbegrazing door geïntroduceerde zoogdieren als varkens en geiten.
Aan het einde van de 19e eeuw werd gedacht dat deze boomsoort uitgestorven was, totdat in 1982 een enkele boom van deze soort werd herontdekt op een afgelegen klip. In 1986 werd deze boom vernietigd door een storm, waardoor de soort weer als uitgestorven geklasseerd werd. Sindsdien is er nog een enkele boom ontdekt, die groeit uit een scheur in een klif. De soort staat op de Rode Lijst van de IUCN geklasseerd als 'kritiek'.